# سيوارد كولينز
سيوارد كولينز (بالإنجليزية: Seward Collins)‏ هو عالم اجتماع أمريكي، ولد في 22 أبريل 1899 في نيويورك في الولايات المتحدة، وتوفي بنفس المكان في 8 ديسمبر 1952.